# Augustyn Jancik
Augustyn Jancik (ur. 21 sierpnia 1898 w Lipinach, zm. 12 sierpnia 1970 w Świętochłowicach) – powstaniec śląski, żołnierz września i Polskich Sił Zbrojnych.
W I powstaniu śląskim brał udział w akcji pod Szybem Marcina. W II powstaniu śląskim, jako dowódca plutonu w kompanii Franciszka Lazara, brał udział w rozbrajaniu niemieckiej policji. W III powstaniu śląskim brał udział w szturmie na Leśnicę i walkach pod Górą świętej Anny.
W sierpniu 1939 został zmobilizowany i przydzielony do 11 pp w Tarnowskich Górach. Przez Rumunię i Jugosławię dostał się do armii polskiej we Francji. Po klęsce pod Dunkierką dostał się do armii angielskiej.
Po wojnie działał w organach samorządowych.